# عوس حرشفي
العوس الحرشفيّ أو العوس بنفسجي العنق هو نوع من الببغاوات ينتمي إلى فصيلة ببغاوات العالم القديم. متوطن في إندونيسيا، حيث يوجد في شمال جزر الملوك وجزر بابوا الغربية. موطنه الطبيعي هو الغابات الاستوائية الرطبة المنخفضة وغابات المنغروف الاستوائية.